# 김우민
김우민(2001년 8월 24일~)은 대한민국의 수영 선수이다. 2020년 하계 올림픽에 참가했으며 2022년 아시안 게임에서 3관왕에 오르며 주목을 받았다. 이후 2024년 세계 선수권 대회에서 자유형 400m 종목 금메달을 획득하면서 대한민국 선수로는 두번째로 세계 수영 선수권 대회 금메달을 획득했으며, 2024년 하계 올림픽에서는 자유형 400m 종목에서 동메달을 획득하였다.

## 경력
2001년 부산광역시 영도구에서 태어났다. 중리초, 부산체중, 부산체고를 졸업했다.
2019년에 처음으로 대한민국 수영 국가대표로 발탁되었다. 같은 해 7월 대한민국 광주에서 열린 2019년 세계 선수권 대회에 참가하면서 처음으로 국제 대회에 출전했다. 그는 이 대회 자유형 800m에서 31위, 1500m 자유형에서 28위, 자유형 400m에서 11위에 올랐다. 같은 해 11월 러시아 카잔에서 열린 2019년 수영 월드컵에 참가했으며 자유형 400m에서 11위에 올랐다. 또한 1500m 자유형에서 러시아의 일리야 드루지닌과 야로슬라프 포타포프의 뒤를 이어 동메달을 획득, 첫 국제 대회 메달을 획득했다.
2021년 7월에는 일본 도쿄에서 열린 2020년 하계 올림픽에 참가하면서 선수 경력 첫 올림픽에 출전했다. 그는 이유연, 황선우, 이호준과 함께 200m 자유형 계영에 출전했으며 예선 2조에서 7분 15.03초의 기록으로 예선 7위로 대회를 마쳤다. 10월에는 카타르 도하에서 열린 2021년 수영 월드컵에 참가했으며 배영 200m에서 8위에 올랐고 또한 1500m 자유형에서 헝가리의 컬마르 아코시와 대표팀 동료 이호준을 누르고 국제 대회 첫 금메달을 획득했다. 마지막으로 출전한 개인혼영 400m 종목에서는 일본의 세토 다이야의 뒤를 이어 은메달을 획득했다. 같은 해 12월 아랍에미리트 아부다비에서 열린 2021년 세계 쇼트 코스 선수권 대회에 참가했으며 자유형 1500m 종목에서 19위에 올랐다.
2022년 6월 헝가리 부다페스트에서 열린 2022년 세계 선수권 대회에 참가했으며 자유형 400m 6위, 자유형 800m 14위, 1500m 자유형 12위에 올랐다. 또한 이유연, 황선우, 이호준과 함께 200m 자유형 계영에서 대한민국 수영 역사상 처음으로 결승에 올랐으며 결승에서 6위에 올랐다. 12월에는 오스트레일리아 멜버른에서 열린 2022년 세계 쇼트 코스 선수권 대회에 참가했다. 그는 이 대회 400m와 1500m 자유형에서 9위에 올랐고 자유형 800m 12위, 황선우, 이호준, 양재훈과 함께 참가한 200m 자유형 계영에서 4위에 올랐다.
2023년 7월 일본 후쿠오카에서 열린 2023년 세계 선수권 대회에 참가했으며 자유형 400m 종목에서 3분 43.92초의 기록으로 5위, 자유형 800m 종목에서 7분 47.69초의 대한민국 신기록 수립과 함께 14위에 올랐다. 황선우, 양재훈, 이호준과 함께 출전한 200m 자유형 계영에서는 지난 2022년 대회와 같이 결승에 올라 6위를 기록했다. 같은 해 9월에는 중국 항저우에서 열린 2022년 아시안 게임에 참가했다. 대회 첫 경기인 남자 200m 자유형 계영에서 양재훈, 이호준, 황선우와 함께 7분 01.73초의 아시아 신기록을 세우면서 금메달을 획득했다. 1500m 자유형 경기에서는 15분 01.07초의 기록으로 중국의 페이리웨이의 뒤를 이어 은메달을 획득했고 자유형 800m 경기에서는 7분 46.03초의 아시안 게임 신기록과 한국 신기록 갱신과 함께 중국의 페이리웨이와 베트남의 응우옌후이호앙을 누르고 2번째 금메달을 획득했다. 자유형 400m 종목에서는 3분 44.36초의 기록으로  중국의 판잔러와 베트남의 응우옌후이호앙을 누르고 금메달을 획득하면서 2010년의 박태환 이후 대한민국 수영 선수로는 사상 2번째로 아시안 게임 수영 3관왕에 올랐다.
2024년 2월 카타르 도하에서 진행중인 2024년 세계 선수권 대회에 출전했으며 자유형 400m 종목에서 3분 42.71초의 기록으로 오스트레일리아의 일라이자 위닝턴과 독일의 루카스 메르텐스를 누르고 금메달을 획득했다. 김우민이 획득한 자유형 400m 금메달은 박태환 이후 대한민국 선수가 두번째로 획득한 세계 수영 선수권 대회 금메달이다. 2024년 7월에는 프랑스 파리에서 열린 2024년 하계 올림픽에 참가했으며 남자 자유형 400m 종목에서 3분 42.50초의 기록으로 메르텐스와 위닝턴의 뒤를 이어 동메달을 획득했다. 이로 인해 그는 박태환 이후로 올림픽 수영에서 메달을 획득한 대한민국 수영 선수가 되었다.